# Torben Royal
Torben Royal (født 19. oktober 1978) er en dansk tidligere fodboldspiller, der er erklæret fodboldinvalid på grund af kræft og efterfølgende amputation af højre ben.

## Liv og karriere
Royal er født i byen Højslev der ligger imellem Skive og Viborg. Her begyndte han som 5-årig at spille fodbold i Højslev Idrætsforening, og det viste sig hurtigt at der var talent i den unge mand. Som 15-årig rykkede han i 1993 sydpå til Viborg FF, hvor han var en markant forsvar- og midtbanespiller på klubbens ungdomshold. 
I marts 1994 kom belønning for den hårde træning da han blev udtaget til U-16 landsholdet. Her spillede han 3 kampe ved en turnering i Østrig. I august 1994 gik turen igen til Østrig med et ungdomslandshold. Denne gang var Torben Royal udtaget til U-17 landsholdet som skulle spille en 4-nationers turnering i byen Andorf. En måned senere spillede Royal de sidste 2 kampe i rødt og hvidt, da han var på banen i 2 EM-kvalifikations kampe for U-17 landshold i Rønne mod Sverige og Irland.
Da han fyldte 18 år skrev han en professionel kontrakt med Viborg FF samtidig med at han læste HH på en Team Danmark ordning. Han fik debut for førsteholdet i 1997 i en 1. divisionskamp mod Næstved Boldklub og oplevede da klubben rykkede op i Superligaen foråret 1998. Royal fik en alvorlig korsbåndsskade i højre knæ og nåede aldrig at spille en kamp i Superligaen. Efter flere skader og operationer går han i august 1999 til kontrol på Viborg Sygehus. Han kunne mærke en lille knude i højre lår som irriterede ham især når han kørte bil. Efter en scanning sendes han videre til Århus Kommunehospital. I september kom svaret på prøverne og diagnosen sagde at der var en kræftknude på størrelse med en knytnæve i højre lår.
Royal skulle opereres og lægerne lovede at han kan kunne gå normalt efter at de har fjernet knuden i låret. Men da de opererer ham i midten af september 1999 opdager de at kræften har spredt sig til knoglerne, og de lukker såret igen uden at gøre noget. Da Torben Royal vågner op fortæller lægerne ham at de er nødt til at amputere hele benet for at fjerne kræften fra kroppen. Efter den anden operation i slutningen af september vågner han op uden højre ben. I oktober 1999 gik det løs med otte ugers kemoterapi. Kemokuren sluttede med en marvtransplantation fra april til maj 2000, hvor han var isoleret i tre uger. Han fik stråler, kemoterapi og blodtransfusion. I løbet af tre uger taber Torben Royal sig 12 kg, og vægten er nede på under 50 kg..
I sommeren 2000 er Torben så meget klar efter operationen at han startede på Skive Handelsskole for at færdiggøre sin handelseksamen og derefter finde en elevplads. Det lykkedes og den 4. september 2000 startede Royal som kontorelev hos Østergaard Møbler i Roslev.
Både Torben Royal og Viborg FF fik erstatning fra forsikringselskabet, og Royal brugte bl.a. lidt af sine penge på en Audi A3 ombygget til handicapbil.